# Achimețești, Alba
Achimețești este un sat în comuna Avram Iancu din județul Alba, Transilvania, România.